# Бабурка (село)
Бабу́рка (колишнє: Burwald) — село в Україні, у Долинській сільській громаді Запорізького району Запорізької області. Населення — 362 особи.

## Географія
Село Бабурка розташоване на південній околиці Хортицького району міста Запоріжжя, за 2 км від правого рукава огибаючого острів Хортицю, так званого Старого Дніпра, вище за течією примикає місто Запоріжжя, нижче за течією на відстані 5 км розташоване село Нижня Хортиця. Селом тече невелика річка Середня Хортиця (Бабурка). Через село проходить автошлях територіального значення Т 0806, неподалік залізнична лінія Апостолове — Запоріжжя, на якій розташований пасажирський зупинний пункт Платформа 166 км, де зупиняються приміські електропоїзди Нікопольського напрямку.

## Історія
У 1772 році в Запорозькій Січі, для охорони від ворога, були виділені пости на кордоні, один з яких «при полковнику Іванові Бабурі з двох старшин та двухсот рядових козаків парокінних» стояв навпроти острова Хортиця. Після ліквідації Запорозької Січі Іван Бабура перейшов на службу до російської армії й 1777 року отримав рангову дачу площею з 3882 десятини землі (приблизно 4241 га). З того часу глибока балка, що розташована на тій землі, стала називатися Бабуркою. До цього вона називалася Середньохортицькою (за назвою річки).
1785 рік — вважається датою заснування села.
За царату село називалося також Бурвальд і було німецькою колонією у складі Хортицької волості . Станом на 1886 рік в селі налічувалося 489 мешканця, 63 двори, молитовний будинок, школа, крамниця.
24 травня 2016 року, в ході децентралізації, шляхом об'єднання Долинської та Розумівської сільських рад, село увійшло до складу Долинської сільської громади.
12 серпня 2022 року, ввечері, російські окупанти завдали ракетних ударів не лише по Запоріжжю, а і по селу Бабурка.

## Населення

### Мова
Розподіл населення за рідною мовою за даними перепису 2001 року:
| Мова            | Кількість | Відсоток |
| --------------- | --------- | -------- |
| українська      | 309       | 85,36 %  |
| російська       | 50        | 13,81 %  |
| болгарська      | 2         | 0,55 %   |
| інші/не вказали | 1         | 0,28 %   |
| Всього:         | 625       | 100 %    |